# Challes-les-Eaux
Challes-les-Eaux là một xã thuộc tỉnh Savoie trong vùng Rhône-Alpes ở đông nam nước Pháp. Xã này nằm ở khu vực có độ cao từ 290-565 mét trên mực nước biển.